# Alexandr Shikov
Alexandr Shikov –en ruso, Александр Шиков– (Tiumén, 1997) es un deportista ruso que compite en escalada. Ganó una medalla de bronce en el Campeonato Mundial de Escalada de 2016, en la prueba de velocidad.

## Palmarés internacional
| Campeonato Mundial | Campeonato Mundial | Campeonato Mundial | Campeonato Mundial |
| Año                | Lugar              | Medalla            | Prueba             |
| ------------------ | ------------------ | ------------------ | ------------------ |
| 2016               | París (Francia)    | Medalla de bronce  | Velocidad          |